# كوريتوك (كارولاينا الشمالية)
كوريتوك (بالإنجليزية: Currituck)‏ هي مدينة أمريكية ومركز مقاطعة كوريتوك في ولاية كارولاينا الشمالية في الولايات المتحدة الأمريكية.

## المناخ
يظهر الجدول التالي التغييرات المناخية على مدار السنة لكوريتوك:
| البيانات المناخية لـكوريتوك       | البيانات المناخية لـكوريتوك | البيانات المناخية لـكوريتوك | البيانات المناخية لـكوريتوك | البيانات المناخية لـكوريتوك | البيانات المناخية لـكوريتوك | البيانات المناخية لـكوريتوك | البيانات المناخية لـكوريتوك | البيانات المناخية لـكوريتوك | البيانات المناخية لـكوريتوك | البيانات المناخية لـكوريتوك | البيانات المناخية لـكوريتوك | البيانات المناخية لـكوريتوك | البيانات المناخية لـكوريتوك |
| الشهر                             | يناير                       | فبراير                      | مارس                        | أبريل                       | مايو                        | يونيو                       | يوليو                       | أغسطس                       | سبتمبر                      | أكتوبر                      | نوفمبر                      | ديسمبر                      | المعدل السنوي               |
| --------------------------------- | --------------------------- | --------------------------- | --------------------------- | --------------------------- | --------------------------- | --------------------------- | --------------------------- | --------------------------- | --------------------------- | --------------------------- | --------------------------- | --------------------------- | --------------------------- |
| متوسط درجة الحرارة الكبرى °ف (°م) | 52 (11)                     | 55 (13)                     | 63 (17)                     | 72 (22)                     | 79 (26)                     | 86 (30)                     | 89 (32)                     | 88 (31)                     | 83 (28)                     | 74 (23)                     | 65 (18)                     | 56 (13)                     | 72 (22)                     |
| متوسط درجة الحرارة الصغرى °ف (°م) | 32 (0)                      | 34 (1)                      | 40 (4)                      | 48 (9)                      | 57 (14)                     | 66 (19)                     | 70 (21)                     | 69 (21)                     | 63 (17)                     | 52 (11)                     | 43 (6)                      | 36 (2)                      | 51 (10)                     |
| الهطول إنش (مم)                   | 4.40 (112)                  | 3.28 (83)                   | 4.03 (102)                  | 3.07 (78)                   | 4.14 (105)                  | 4.31 (109)                  | 5.59 (142)                  | 5.47 (139)                  | 4.55 (116)                  | 3.32 (84)                   | 2.97 (75)                   | 3.07 (78)                   | 48.2 (1٬223)                |
| المصدر: قناة الطقس                |                             |                             |                             |                             |                             |                             |                             |                             |                             |                             |                             |                             |                             |